# سوروک
«سوروک» یا «سوروکُک» نوعی نان روغنی معروف یزدی‌ها است که در میان زرتشتیان یزد سیرُگ یا سیرو نامیده می‌شود. این نان بیشتر برای خیرات گذشتگان تهیه می‌شود.
این نان را در شب‌نشینی‌های دوستانه  دسته جمعی پخت می‌کردند و در کنار هم از آن لذت می‌بردند.

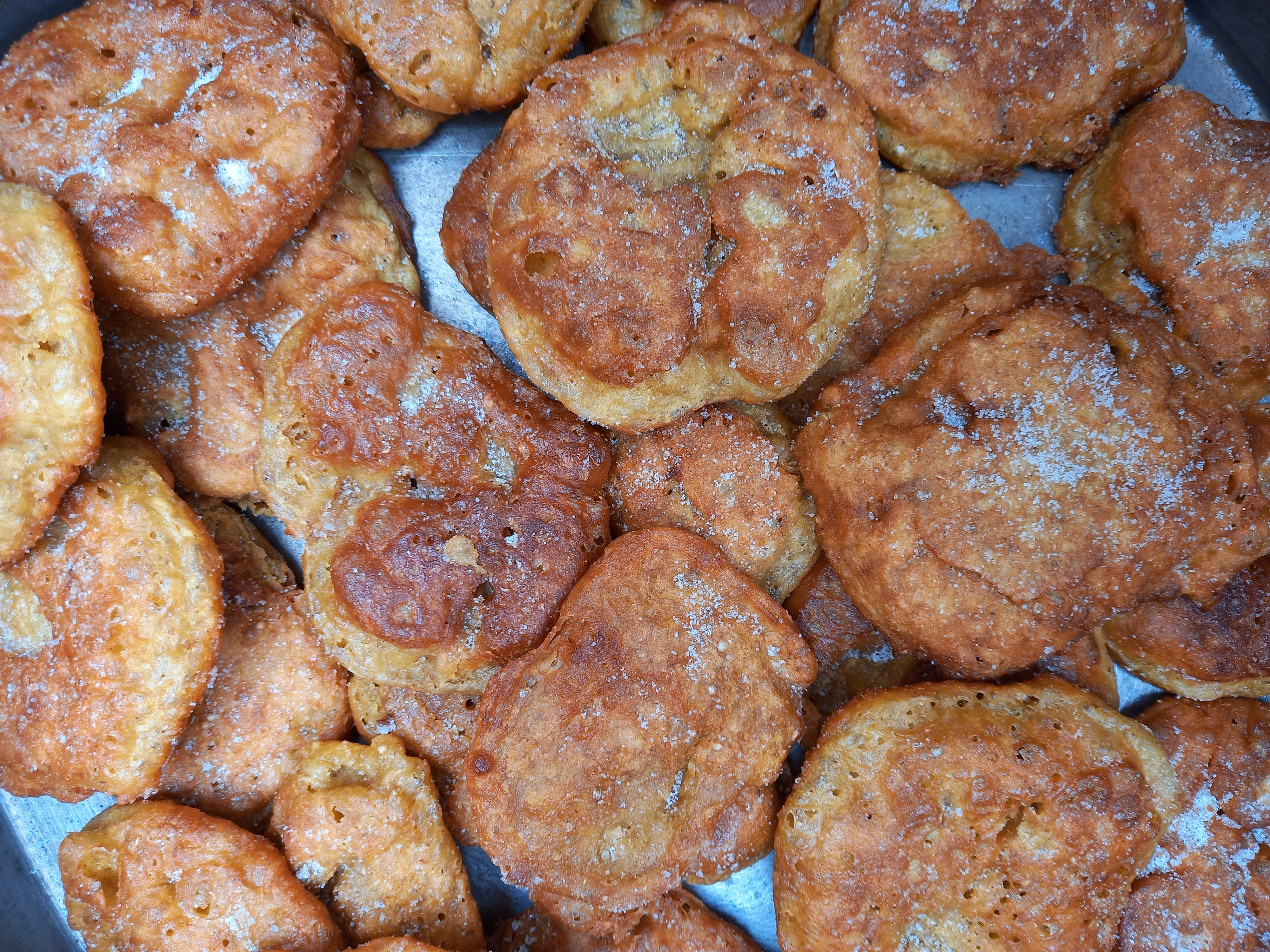
نان سوروک

## مواد لازم
نان سوروک نان بسیار خوشمزه و سالمی است چون با روغن کنجد درست می‌شود مخصوصاً اگر داغ باشد ولی سردش هم خوشمزه است. در اصل روی آن شکر می‌ریختند ولی برخی آن را با پنیر و سبزی دوست دارند.
آرد نان سنگک، آب، مایه خمیر، تخم گشنیز، گل‌رنگ، شکر و نمک است که در روغن ارده یا کنجد سرخ می‌شود.

## طرز تهیه
ابتدا یک قاشق شکر و مایه خمیر را با آب ولرم (حدود نصف استکان) مخلوط می‌کنیم. سپس کمی آرد به آن اضافه می‌کنیم و آن را در محیط گرم به مدت ۱۵ دقیقه قرار می‌دهیم تا حجم آن سه برابر شود آرد و آب و نمک را مخلوط می‌کنیم. گل‌رنگ و تخم گشنیز را آسیاب می‌کنیم (البته نه در حدی که پودر شود) و به آن اضافه می‌کنیم و خوب ورز می‌دهیم در آخر مایه خمیر را به آن اضافه می‌کنیم. در این موقع به جان خمیر می‌افتیم حدود ده دقیقه آن را ورز می‌دهیم. در کنار دستمان آرد اضافه می‌گذاریم تا اگر نیاز شد تا زمانی که خمیر به دست نچسبد از آن استفاده کنیم بعد روی آن را می‌کشیم و در جای گرم (مثلاً زیر پتو) قرار می‌دهیم. حدوداً یک ساعت بعد به آن سری می‌زنیم اگر جای انگشت‌مان روی خمیر ماند یعنی ورآمده است. بعد مجدداً خمیر را ورز می‌دهیم و چانه می‌گیریم و مجدداً نیم ساعت دیگر کنار می‌گذاریم تا وربیاید. با وردنه چانه‌ها را با ضخامت حدود نیم سانتی‌متر باز می‌کنیم. روغن کنجد (همان روغن ارده است) را در تابه می‌ریزیم تا داغ شود و نان را در ماهیتابه می‌اندازیم. وقتی یک طرف آن طلایی شد آن را برمی‌گردانیم. صبر می‌کنیم تا سمت مقابل هم طلایی شود.